# Stranger Things
Stranger Things je američka znanstveno-fantastična televizijska serija čiji su kreatori braća Duffer, a koja se emitira na Netflixu. Braća su također i izvršni producenti serije skupa sa Shawnom Levyjem i Danom Cohenom. Serija je svoju premijeru imala na Netflixu dana 15. srpnja 2016. godine kada je emitirana kompletna prva sezona. Radnjom smještena u izmišljeni gradić Hawkins u državi Indiana tijekom 80-ih godina 20. stoljeća, prva sezona serije fokusirana je na istragu oko nestanka mladog dječaka te nadnaravnih događaja koji se događaju u i oko gradića kao i na djevojčicu psihokinetičkih sposobnosti. U seriji nastupa veliki glumački ansambl predvođen Winonom Ryder, Davidom Harbourom, Finnom Wolfhardom, Millie Bobby Brown, Gateom Matarazzom, Calebom McLaughlinom, Noahom Schnappom, Natalijom Dyer, Charliejem Heatonom, Joem Keeryjem i Carom Buono.
Braća Duffer razvila su seriju kao mješavinu drame i nadnaravnih elemenata s posebnim naglaskom na senzibilitet djetinjstva, a postavili su je u prvu polovicu 80-ih godina 20. stoljeća na taj način stvorivši svojevrsnu posvetu pop-kulturi tog vremena. Određene teme i redateljski aspekti inspirirani su, između ostalih, radovima Stevena Spielberga, Johna Carpentera i Stephena Kinga kao i animeom te videoigrama. Svoju inspiraciju su također crpili i iz čudnih eksperimenata koji su se odvijali tijekom hladnog rata te stvarnim teorijama urote koje su uključivale tajne vladine eksperimente.
Serija Stranger Things privukla je rekordan broj gledatelja na Netflixu, a također ima i široku, iznimno aktivnu i međunarodnu bazu obožavatelja. Serija je pobrala kritičarske hvalospjeve za karakterizaciju likova, ritam, atmosferu, glumu, soundtrack, režiju, scenarij te posvetu filmovima iz 80-ih. Serija je osvojila niz priznanja i nominacija uključujući 31 nominaciju za prestižnu televizijsku nagradu Emmy, četiri nominacije za Zlatni globus, nominaciju za nagradu Britanske televizijske akademije, dvije nominacije Udruženja redatelja Amerike, tri nominacije Udruženja scenarista Amerike te tri nominacije za glazbenu nagradu Grammy. Serija je, između ostalih, osvojila nagradu Udruženja glumaca Amerike za najbolji glumački ansambl u dramskoj televizijskoj seriji, dvije nagrade Američkog filmskog instituta, nagradu Udruženja kritičara Amerike i tri nagrade Po izboru gledatelja (People's Choice Awards).
U rujnu 2019. godine serija je službeno obnovljena za četvrtu sezonu, koja se podijelila na dva sveska, Svezak 1. će izaći 27. svibnja, dok će Svezak 2. izaći 1. srpnja 2022.  U veljači 2022. serija je obnovljena za petu i finalnu sezonu, uz to braća Duffer su najavili mogući spinoff.

## Premisa serije
Serija Stranger Things radnjom je smještena u izmišljeni ruralni gradić Hawkins u državi Indiana u prvoj polovici 1980-ih godina 20. stoljeća. Obližnji laboratorij naziva Hawkins National Laboratory prividno se bavi znanstvenim istraživanjem na području energetike, ali u tajnosti izvodi eksperimente povezane s paranormalnim i nadnaravnim pojavama uključujući i testove koje provodi nad ljudima. Nenamjerno, znanstvenici laboratorija stvorili su portal koji vodi u alternativnu dimenziju naziva Upside Down, a koji uskoro započinje utjecati na nesvjesne stanovnike gradića s poražavajućim posljedicama.
Radnja prve sezone započinje u studenom 1983. godine kada stvorenje iz alternativne dimenzije otme 12-godišnjeg Willa Byersa. Njegova majka, Joyce, i gradski šerif Jim Hopper kreću u potragu za Willom. U isto vrijeme mlada djevojka psiho-kinetičkih sposobnosti imena Eleven bježi iz laboratorija i pomaže Willovim prijateljima (Mikeu, Dustinu i Lucasu) u njihovoj potrazi za Willom.
Druga sezona radnjom je smještena godinu dana kasnije, a započinje u listopadu 1984. godine. Will je spašen, ali malo ljudi zna detalje o onome što se dogodilo tijekom njegove otmice. Nakon što se sazna da se Will i dalje nalazi pod utjecajem entiteta iz paralelnog univerzuma, njegovi prijatelji i obitelj otkrivaju da njihovom svijetu prijeti još veća opasnost koja dolazi iz otvorenog portala.
Radnja treće sezone smještena je nakoliko mjeseci nakon druge, točnije u vrijeme slavlja američkog Dana nezavisnosti 1985. godine. Novi šoping centar Starcourt Mall postao je središte okupljanja i kupnje stanovnika Hawkinsa čime su mnogi drugi manji dućani ostali bez posla i samim time zatvoreni. Hopper se brine zbog toga što Eleven i Mike provode cijelo vrijeme zajedno, a u isto vrijeme razvija osjećaje prema Joyce. Bez da to itko u gradu zna, tajni sovjetski laboratorij smješten ispod Starcourta nastoji nanovo otvoriti portal. Uskoro bića iz svijeta Upside Down zaposjednu ljude u Hawkinsu te stvaraju novi horor s kojim se suočavaju glavni likovi serije.
Četvrta sezona smještena je nekoliko mjeseci kasnije, tijekom travnja 1986. Joyce, Will, Eleven (sada Jane Hopper) i Jonathan preselili su se u Lenoru u Kaliforniji, no Eleven se teško prilagođava i u školi je maltretiraju. U međuvremenu, u Hawkinsu, novo čudovište iz Upside Down ubija više srednjoškolaca.

## Glumačka postava i likovi
- Winona Ryder kao Joyce Byers[15] - majka Willa i Jonathana Byersa. Bivša supruga Lonnieja Byersa.
- David Harbour kao Jim Hopper[15] - šerif policijske postaje gradića Hawkins. Nakon što je izgubio kćerku od smrtonosne bolesti, Hopper se razveo i odao alkoholizmu.
- Finn Wolfhard kao Mike Wheeler[16] - sin Karen i Teda, mlađi brat Nancy i jedan od trojice prijatelja Willa Byersa. Inteligentan i savjestan dečko, odan svojim prijateljima. Zaljubljuje se u Eleven.
- Millie Bobby Brown[16] kao Eleven (skraćeno "El") - mlada djevojka psihokinetičkih sposobnosti, neobičnog izgleda i ograničenog rječnika. Njezino pravo ime je Jane Ives, kćerka je Terry Ives. Nakon bijega iz laboratorija Hawkins gdje su se nad njom vršili eksperimenti, ona se sprijateljuje s Mikeom, Dustinom i Lucasom. Zaljubljuje se u Mikea.
- Gaten Matarazzo kao Dustin Henderson[16] - jedan od Willovih prijatelja. Zbog svog zdravstvenog stanja ima problema s govorom. U drugoj sezoni ponosan je na nove prednje zube, a privlači ga mlada djevojka Max.
- Caleb McLaughlin kao Lucas Sinclair[16] - jedan od Willovih prijatelja. U početku je oprezan s Eleven, ali kasnije se s njom sprijateljuje. U drugoj sezoni on je jedan od dječaka koji se sviđaju mladoj djevojci Max.
- Natalia Dyer kao Nancy Wheeler[16] - kćerka Karen i Teda i starija sestra Mikea. U prvoj sezoni ona je djevojka Stevea Harringtona. U drugoj sezoni postaje djevojkom Jonathana Byersa.
- Charlie Heaton kao Jonathan Byers[16] - stariji brat Willa Byersa i sin Joyce Byers. Povučeni tinejdžer i outsider u školi koji želi postati fotograf. Blizak je sa svojom majkom i bratom, a uskoro postaje i službeni dečko Nancy Wheeler.
- Cara Buono kao Karen Wheeler[17] - majka tinejdžerice Nancy, osnovnoškolca Mikea i male djevojčice Holly.
- Matthew Modine kao Martin Brenner[18] - znanstvenik koji je ujedno i voditelj laboratorija Hawkins. Manipulator i jedan od glavnih negativaca serije. On i njegov tim znanstvenika tragaju za Eleven.
- Noah Schnapp kao Will Byers[16] - mlađi brat Jonathana Byersa i sin Joyce Byers. Čudovište iz druge dimenzije čiji su portal slučajno otvorili znanstvenici laboratorija Hawkins otima ga na početku serije.[19] Schnapp je promoviran u glavnu glumačku postavu u drugoj sezoni nakon što se u prvoj nalazio u sporednoj.[20]
- Sadie Sink kao Maxine "Max" Mayfield ("Madmax") - Billyjeva mlađa polusestra na koju oko bacaju Lucas i Dustin.[20]
- Joe Keery kao Steve Harrington - popularni srednjoškolac i dečko Nancy Wheeler. Prezire Jonathana Byersa. U prvoj sezoni on je službeni dečko Nancy Wheeler, ali u drugoj njih dvoje prekidaju.[21] Keery je u drugoj sezoni promoviran u glavnu glumačku postavu nakon što je u prvoj bio sporedni lik.[20]
- Dacre Montgomery kao Billy Hargrove - nasilni i nepredvidljivi stariji polubrat mlade Max koji od Stevea želi uzeti titulu najpopularnijeg dečka u školi.[20]
- Sean Astin kao Bob Newby - bivši školski kolega Joyce i Hoppera. U drugoj sezoni vodi dućan RadioShack[22] i ulazi u vezu s Joyce.[11]
- Paul Reiser kao Sam Owens - izvršni voditelj odjela energetike u Hawkins laboratorijima. On zamjenjuje Brennera na radnom mjestu glavnog voditelja laboratorija. Tvrdoglav je i posvećen znanstvenom istraživanju, ali ipak ima empatiju za stanovnike gradića.[22]
- Maya Hawke kao Robin Buckley (sezona 3 – danas), "alternativna" djevojka koja prvo radi zajedno sa Steveom u prodavaonici sladoleda u trgovačkom centru.
- Priah Ferguson kao Erica Sinclair (sezona 3 – danas; ponavljajuća sezona 2), Lucasova 11-godišnja sestra.
- Brett Gelman kao Murray Bauman (sezona 4, ponavljajuće sezone 2–3), teoretičar zavjere, privatni istražitelj i Hopperov prijatelj.
- Jamie Campbell Bower kao Peter Ballard / Henry Creel / One / Vecna (sezona 4.), redar i bivši ispitanik u Hawkins Labu koji je postao čarobnjak ubojica u Upside Down i glavni antagonist u 4. sezoni.
- Joseph Quinn kao Eddie Munson (sezona 4.), izopćenik u Hawkins High koji je vođa kluba Hellfire, gdje se sprijatelji s Dustinom, Mikeom i Lucasom.

## Pregled serije
| Sezona | Sezona | Epizode | Epizode            | Originalna objava   | Originalna objava   |
| ------ | ------ | ------- | ------------------ | ------------------- | ------------------- |
|        | 1.     | 8       | 8                  | 15. srpnja 2016.    | 15. srpnja 2016.    |
|        | 2.     | 9       | 9                  | 27. listopada 2017. | 27. listopada 2017. |
|        | 3.     | 8       | 8                  | 4. srpnja 2019      | 4. srpnja 2019      |
|        | 4.     | 9       | 7                  | 27. svibnja 2022.   | 27. svibnja 2022.   |
| 2      | 4.     | 9       | 1. srpnja 2022.    | 1. srpnja 2022.     |                     |
|        | 5.     | 8       | 4                  | 26. studenoga 2025. | 26. studenoga 2025. |
| 3      | 5.     | 8       | 25. prosinca 2025. | 25. prosinca 2025.  |                     |
| 1      | 5.     | 8       | 31. prosinca 2025. | 31. prosinca 2025.  |                     |

#### Prva sezona (2016.)
| Br. epizode | Br. u seriji | Izvorni naslov epizode                   | Hrvatski naslov epizode                    | Režija       | Scenarij             | datum prikazivanja* |
| ----------- | ------------ | ---------------------------------------- | ------------------------------------------ | ------------ | -------------------- | ------------------- |
| 1           | 1            | Chapter One: The Vanishing of Will Byers | Prvo poglavlje: Nestanak Willa Byersa      | braća Duffer | braća Duffer         | 15. srpanj 2016.    |
| 2           | 2            | Chapter Two: The Weirdo on Maple Street  | Drugo poglavlje: Čudakinja iz Ulice javora | braća Duffer | braća Duffer         | 15. srpanj 2016.    |
| 3           | 3            | Chapter Three: Holly, Jolly              | Treće poglavlje: Božićna svijetla          | Shawn Levy   | Jessica Mecklenburg  | 15. srpanj 2016.    |
| 4           | 4            | Chapter Four: The Body                   | Četvrto poglavlje: Truplo                  | Shawn Levy   | Justin Doble         | 15. srpanj 2016.    |
| 5           | 5            | Chapter Five: The Flea and the Acrobat   | Peto poglavlje: Buha i akrobat             | braća Duffer | Alison Tatlock       | 15. srpanj 2016.    |
| 6           | 6            | Chapter Six: The Monster                 | Šesto poglavlje: Čudovište                 | braća Duffer | Jessie Nickson-Lopez | 15. srpanj 2016.    |
| 7           | 7            | Chapter Seven: The Bathtub               | Sedmo poglavlje: Kada                      | braća Duffer | Justin Doble         | 15. srpanj 2016.    |
| 8           | 8            | Chapter Eight: The Upside Down           | Osmo poglavlje: Naopaki svijet             | braća Duffer | braća Duffer         | 15. srpanj 2016.    |

#### Druga sezona (2017.)
| Br. epizode | Br. u seriji | Izvorni naslov epizode             | Hrvatski naslov epizode                 | Režija         | Scenarij             | datum prikazivanja* |
| ----------- | ------------ | ---------------------------------- | --------------------------------------- | -------------- | -------------------- | ------------------- |
| 1           | 9            | Chapter One: MADMAX                | Prvo poglavlje: Pobješnjela Max         | braća Duffer   | braća Duffer         | 27. listopad 2017.  |
| 2           | 10           | Chapter Two: Trick or Treat, Freak | Drugo poglavlje: Čudovišna Noć vještica | braća Duffer   | braća Duffer         | 27. listopad 2017.  |
| 3           | 11           | Chapter Three: The Pollywog        | Treće poglavlje: Ljubimac               | Shawn Levy     | Justin Doble         | 27. listopad 2017.  |
| 4           | 12           | Chapter Four: Will the Wise        | Četvrto poglavlje: Mudri Will           | Shawn Levy     | braća Duffer         | 27. listopad 2017.  |
| 5           | 13           | Chapter Five: Dig Dug              | Peto poglavlje: Dig Dug                 | Andrew Stanton | Jessie Nickson-Lopez | 27. listopad 2017.  |
| 6           | 14           | Chapter Six: The Spy               | Šesto poglavlje: Špijun                 | Andrew Stanton | Kate Trefey          | 27. listopad 2017.  |
| 7           | 15           | Chapter Seven: The Lost Sister     | Sedmo poglavlje: Izgubljena sestra      | Rebecca Thomas | Justin Doble         | 27. listopad 2017.  |
| 8           | 16           | Chapter Eight: The Mind Flayer     | Osmo poglavlje: Otimač umova            | braća Duffer   | braća Duffer         | 27. listopad 2017.  |
| 9           | 17           | Chapter Nine: The Gate             | Deveto poglavlje: Vrata                 | braća Duffer   | braća Duffer         | 27. listopad 2017.  |

#### Treća sezona (2019.)
| Br. epizode | Br. u seriji | Izvorni naslov epizode                           | Hrvatski naslov epizode                   | Režija         | Scenarij        | datum prikazivanja* |
| ----------- | ------------ | ------------------------------------------------ | ----------------------------------------- | -------------- | --------------- | ------------------- |
| 1           | 18           | Chapter One: Suzie, Do You Copy?                 | Prvo poglavlje: Suzie, čuješ li me?       | braća Duffer   | braća Duffer    | 4. srpnja 2019.     |
| 2           | 19           | Chapter Two: The Mall Rats                       | Drugo poglavlje: Pokusni štakori          | braća Duffer   | braća Duffer    | 4. srpnja 2019.     |
| 3           | 20           | Chapter Three: The Case of the Missing Lifeguard | Treće poglavlje: Slučaj nestalog spasioca | Shawn Levy     | William Bridges | 4. srpnja 2019.     |
| 4           | 21           | Chapter Four: The Sauna Test                     | Četvrto poglavlje: Test u sauni           | Shawn Levy     | Kate Trefey     | 4. srpnja 2019.     |
| 5           | 22           | Chapter Five: The Flayed                         | Peto poglavlje: Oteti                     | Uta Briesewitz | Paul Dichter    | 4. srpnja 2019.     |
| 6           | 23           | Chapter Six: E Pluribus Unum                     | Šesto poglavlje: E Pluribus Unum          | Uta Briesewitz | Curtis Gwinn    | 4. srpnja 2019.     |
| 7           | 24           | Chapter Seven: The Bite                          | Sedmo poglavlje: Ugriz                    | braća Duffer   | braća Duffer    | 4. srpnja 2019.     |
| 8           | 25           | Chapter Eight: The Battle of Starcourt           | Osmo poglavlje: Bitka za Starcourt        | braća Duffer   | braća Duffer    | 4. srpnja 2019.     |

#### Četvrta sezona (2022.)
| Br. epizode | Br. u seriji | Izvorni naslov epizode                       | Hrvatski naslov epizode                        | Režija       | Scenarij             | datum prikazivanja* |
| ----------- | ------------ | -------------------------------------------- | ---------------------------------------------- | ------------ | -------------------- | ------------------- |
| 1           | 26           | Chapter One: The Hellfire Club               | Prvo poglavlje: The Hellfire Club              | braća Duffer | braća Duffer         | 27. svibnja 2022.   |
| 2           | 27           | Chapter Two: Vecna's Curse                   | Drugo poglavlje: Vecnina kletva                | braća Duffer | braća Duffer         | 27. svibnja 2022.   |
| 3           | 28           | Chapter Three: The Monster and the Superhero | Treće poglavlje: Monstrum i superjunak         | Shawn Levy   | Caitlin Schneiderhan | 27. svibnja 2022.   |
| 4           | 29           | Chapter Four: Dear Billy                     | Četvrto poglavlje: Dragi Billy                 | Shawn Levy   | Paul Dichter         | 27. svibnja 2022.   |
| 5           | 30           | Chapter Five: The Nina Project               | Peto poglavlje: Projekt Nina                   | Nimród Antal | Kate Trefry          | 27. svibnja 2022.   |
| 6           | 31           | Chapter Six: The Dive                        | Šesto poglavlje: Zaron                         | Nimród Antal | Curtis Gwinn         | 27. svibnja 2022.   |
| 7           | 32           | Chapter Seven: The Massacre at Hawkins Lab   | Sedmo poglavlje: Masakr u laboratoriju Hawkins | braća Duffer | braća Duffer         | 27. svibnja 2022.   |
| 8           | 33           | Chapter Eight: Papa                          | Osmo poglavlje: Tata                           | braća Duffer | braća Duffer         | 1. srpnja 2022.     |
| 9           | 34           | Chapter Nine: The Piggyback                  | Deveto poglavlje: Slijepi putnik               | braća Duffer | braća Duffer         | 1. srpnja 2022.     |

## Produkcija

### Razvoj projekta
Autori serije Stranger Things su Matt i Ross Duffer, u profesionalnom svijetu poznati kao braća Duffer. Njih dvojica zajedno su napisala i producirala film Hidden iz 2015. godine u kojem su pokušali emulirati redateljski stil M. Nighta Shyamalana. Međutim, zbog promjena u kompaniji Warner Bros., službenog distributera uratka, film Hidden na kraju nije išao u široku kino distribuciju pa je budućnost braće Duffer u filmskoj industriji postala neizvjesnom. Na njihovo iznenađenje kontaktirao ih je televizijski producent Donald De Line koji je ostao impresioniran sa scenarijem filma Hidden te im ponudio priliku za rad na epizodama serije Wayward Pines čiji je autor bio upravo Shyamalan. On je postao službeni mentor dvojici braće tijekom produkcije epizoda navedene serije, a nakon što su završili s poslom, obojica su osjećala da su spremna producirati vlastitu televizijsku seriju.
Braća Duffer pripremila su scenarij koji će u konačnici biti sličan pilot epizodi serije Stranger Things skupa s knjižicom na dvadesetak stranica s crtežima koja bi im pomogla u ponudi serije raznim televizijskim mrežama. Nudili su seriju na petnaestak kabelskih televizija, ali sve su odbile scenarij uz objašnjenje da radnja serije koja se vrti oko djece ne bi funkcionirala te uz prijedloge izmjena da se radi ili o seriji za djecu ili da se djeca u potpunosti maknu iz radnje te da se sama radnja fokusira na Hopperovu istragu u paranormalnom svijetu. U prvoj polovici 2015. godine, potpredsjednik kompanije 21 Laps Entertainment Dan Cohen dao je scenarij svom kolegi Shawnu Levyju. Njih dvojica su kasnije pozvala braću Duffer u svoj ured te otkupila prava za seriju, dajući braći puno autorsko pravo na istu. Nakon što je pročitala scenarij za pilot epizodu, kompanija Netflix je otkupila prava na kompletnu prvu sezonu za nikad objavljenu cifru; serija je u prvoj polovici travnja 2015. godine najavljena za emitiranje tijekom 2016. godine. Braća Duffer u jednom od mnogobrojnih intervjua izjavila su da je u vrijeme kada su seriju nudili Netflixu ta kabelska mreža već bila poznata po svojoj originalnoj produkciji poput serija Kuća od karata i Orange is the New Black, uz ugledne i priznate producente koji su stajali iza njih, a koji su bili spremni producentima u usponu dati priliku za rad. Braća su tako započela pisati scenarij epizoda prve sezone te doveli Levyja i Cohena kao izvršne producente čiji je zadatak bio podjela uloga i traženje lokacija za snimanje.
Inicijalni naslov serije bio je Montauk. Radnja se odvijala u gradiću Montauk (država New York) u blizini Long Islanda. Montauk se dobro uklapao u nekoliko teorija urota iz stvarnog svijeta, uključujući i tajne vladine eksperimente. Braća su izabrala Montauk budući je sam gradić imao povezanost i sa Spielbergovim filmom Ralje u kojem se upravo Montauk upotrijebio kao izmišljeni Amity Island. Nakon što su ipak odlučili premjestiti mjesto radnje u izmišljeni gradić Hawkins, braća su uvidjela da s njim mogu raditi puno više stvari, poput stavljanja grada u karantenu, a što nikako nisu mogli sa stvarnom lokacijom. Promjenom lokacije morali su osmisliti i novi naslov serije pod patronatom Teda Sarandosa iz Netflixa, a kako bi je čim prije mogli početi oglašavati budućoj potencijalnoj publici. U tom trenutku braća su započela koristiti izgled naslovnice knjige Firestarter autora Stephena Kinga kako bi dobili ideju za izgled naslova serije dok su u isto vrijeme osmislili i niz drugih naslova. Na kraju su se odlučili za naslov Stranger Things koji je zvučao slično kao jedan drugi roman Stephena Kinga - Potrebne stvari (Needful Things), premda je Matt izjavio da su do samog kraja njih dvojica "imali žestoke rasprave" u vezi konačnog naslova serije.
U vrijeme dok su još nudili seriju, braća Duffer su pokazivala fotografije, snimke i glazbu filmskih klasika iz 70-ih i 80-ih poput ET-ja, Bliskih susreta treće vrste, Poltergeista, Hellraisera, Ostani uz mene, Firestartera, Strave u Ulici brijestova i Ralja, a sve kako bi na što kvalitetniji način prezentirali sam ton serije.

## Vanjske poveznice
- Stranger Things u internetskoj bazi filmova IMDb-a
- Stranger Things na Rotten Tomatoes
- ↑Telegramov novinar o hit seriji čija je druga sezona upravo stigla na Netflix
- ↑Druga sezona hit serije Stranger Things stigla je na Netflix; evo kratkog vodiča prije gledanja
- Stranger Things recenzija